# 크리스토페르 히비우
크리스토페르 히뷰(노르웨이어: Kristofer Hivju, 1978년 12월 7일 ~ )는 노르웨이의 배우이다. 할리우드 영화 《분노의 질주: 더 익스트림》과 HBO 드라마 《왕좌의 게임》 등에 출연한 것으로 알려져 있다.
히비우는 2020년 3월 드라마 《위쳐》 촬영 중, 코로나바이러스감염증-19 양성 판정을 받았다.

## 출연 작품
- 분노의 질주: 더 익스트림
- 왕좌의 게임
- 레드 원 - 크람푸스 역